# Фрате Роза
Фрате Роза (итал. Fratte Rosa) је насеље у Италији у округу Пезаро и Урбино, региону Марке.
Према процени из 2011. у насељу је живело 525 становника. Насеље се налази на надморској висини од 403 м.

## Становништво
| 1936. | 1951. | 1961. | 1971. | 1981. | 1991. | 2001. | 2011. |
| ----- | ----- | ----- | ----- | ----- | ----- | ----- | ----- |
| 1.911 | 2.200 | 1.837 | 1.341 | 1.158 | 1.092 | 1.034 | 1.017 |